# 約翰內斯·布拉斯科維茨
約翰內斯·布拉斯科維茨（德語：Johannes Blaskowitz，1883年7月10日—1948年2月5日）第二次世界大戰納粹德國的一名大將，曾經勸阻希特勒勿濫殺猶太人導致仕途不順；後出任西戰場駐法國G集团军司令官，諾曼底登陸登陸後戰敗被革職，於1944年8月底再派任為駐荷蘭司令官，1945年3月「德國保衛戰」之魯爾突圍戰受莫德爾元帥指揮領導，卻早在3月中旬領軍7萬自魯登道夫大橋先行逃逸，導致瓦爾特·莫德爾在西線陷入無退路孤軍奮戰到自盡。
戰後布拉斯科維茨以「戰犯」罪名問審，卻先行跳樓自殺，甚至有傳言稱其死於前黨衛軍成員的謀殺。

## 生平

### 早年生涯
布拉斯科維茨誕生於东普鲁士首府哥尼斯堡旁边的韋勞（今俄罗斯加里宁格勒州茲納緬斯克），是一位路德教派牧師的兒子。1894年他到波美拉尼亚省的科斯林（現在波蘭科沙林）入读軍官學校，後來又到柏林著名的正統「普魯士軍官團」搖籃，位于大光野的普鲁士王家中央军官学院；1899年他加入普魯士陸軍，在東普魯士東普魯士地區奧斯特羅德（今日波蘭的奧斯特魯達）担任陸軍團長。
第一次世界大戰爆發，他先在東戰場作戰，後又改派西戰場，最後到德國「參謀本部」當參謀軍官；戰爭結束威瑪共和時代他繼續在「德國國防軍」內任職。

### 战间期

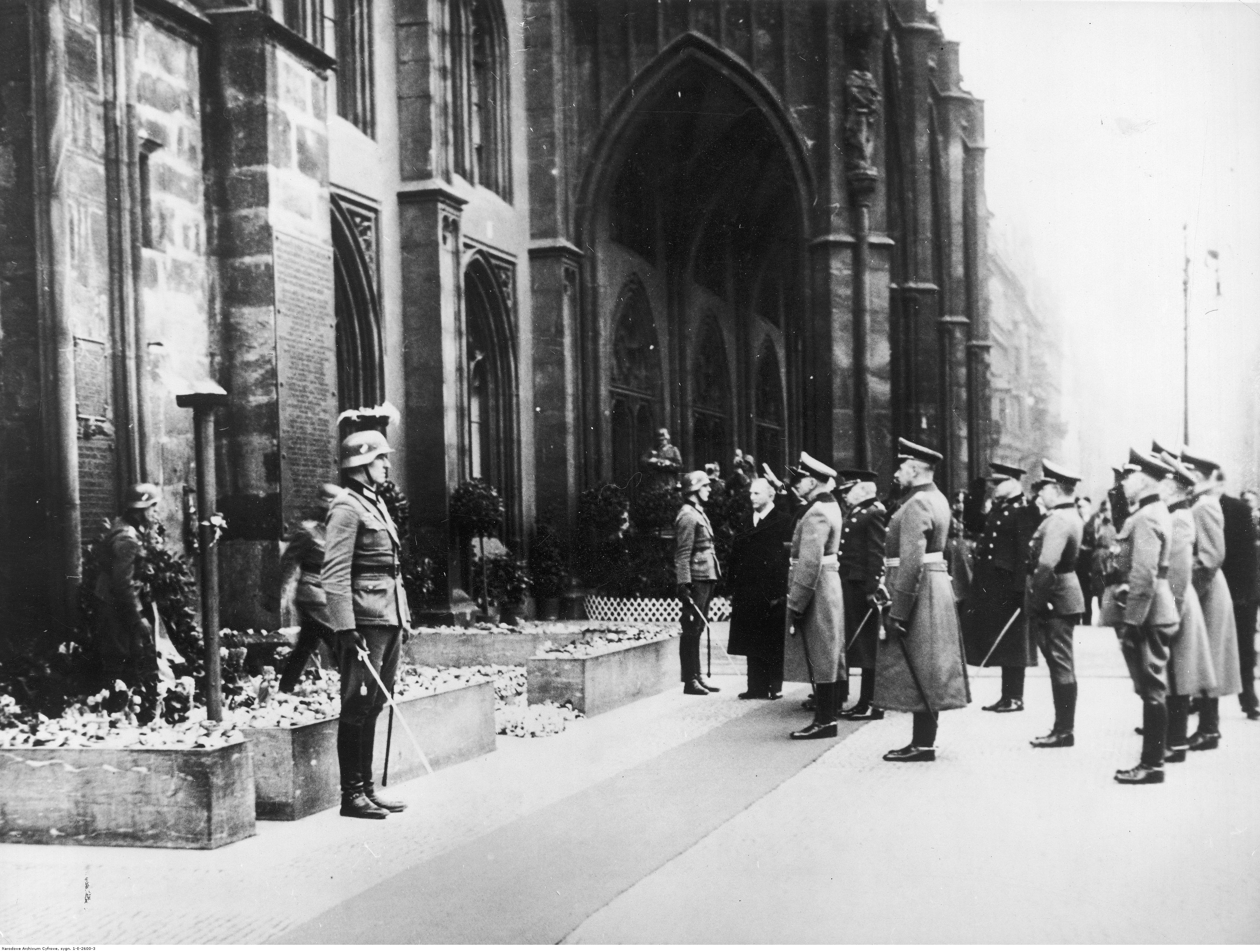
1939年3月占领布拉格后参观布拉格无名将士墓

布拉斯科維茨的戰爭經歷使他在魏瑪共和國時期的小型防卫军中獲得了一席之地，随后晉升為將軍。他對納粹1933年奪取政權的態度漠不關心，因為他認為武裝部隊應該「政治中立」。1939年初，他指揮德軍佔領捷克斯洛伐克，並在第二次世界大戰爆發前晉升為步兵上將並指揮第8集团军。

### 入侵波蘭
第二次世界大戰開始1939年波蘭戰役，他是德軍第8集团军司令，战後於1939年10月20日升任為德軍駐波蘭總司令；
|                       | 在德軍與親衛隊之間彼此嫌惡氣氛越演越烈，正統德軍感覺到被納粹德國瘋狂的人民及政府官員鞭策去做「屠猶」罪行是吃飽撐著、不必須做的事。 |
| ——1940年1月「回憶錄」 | |

布拉斯科維茨口無遮攔、形同天真無畏的反政策批評流至希特勒耳邊也激怒了希特勒；1940年5月14日他在波蘭統治者身份被希特勒拉掉，換成黨衛軍大將漢斯·法郎克。

### 占领法国

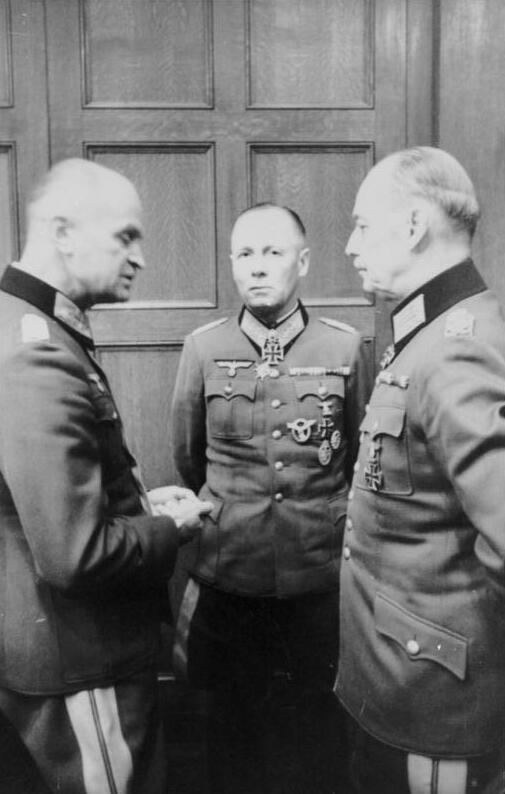
1944年5月，布拉斯科維茨（左）在巴黎與隆美爾元帥和馮·倫德施泰特元帥一起出席簡報會

1940年5月法國战役中，布拉斯科維茨率军作为A集团军群的一部分参战。战後，布拉斯科維茨最初計劃指揮第9集团军執行佔領任務，但這一任命被希特勒阻止，他被任命為法國北部的軍事總督，擔任相對較低的職位。直到1940年10月，他被調往位於布列塔尼和比利牛斯山脈之間西南海岸的第1集团军担任司令。
1942年11月10日，布拉斯科維茨指揮的第1和第7集团军發起了對維希法國的軍事佔領「安東方案」。第1集团军從與西班牙邊境平行的大西洋海岸推進，而第7集团军則從法國中部向維希和土倫推進。5萬維希法軍在土倫周圍佔據防禦陣地，但當德軍要求其解散時，法国人因难以与之抗衡而被迫缴械。11月11日晚，德國坦克已抵達地中海沿岸。安東方案是实施標誌著維希政權名義上獨立國家的終結。然而布拉斯科維茨的部隊未能保護位於土倫的維希法國艦隊，該艦隊被法國人擊沉。
1944年5月，在格爾德·馮·倫德施泰元帥特被任命為西線總司令後，布拉斯科維茨被任命為G集团军群的首長。這個相對較小的组织，由第1集团军和第19集团军組成，其任務是保衛法國南部免受盟軍即將入侵。在諾曼第時，他設法讓陸軍元帥埃爾溫·隆美爾相信，隆美爾聽到的有關東線暴行的“謠言”實際上是真的。
據歷史學家克里斯托弗·克拉克稱，在法國，布拉斯科維茨試圖“與當地居民建立建設性的關係”，儘管他這樣做的條件比在波蘭更糟糕。他鼓勵部署支援法國農業的部隊「無私」行動。一方面，他試圖確保德國的平叛活動盡可能按照國際準則進行。他公開與實施格拉訥河畔奧拉拉爾大屠殺的部隊保持距離。另一方面，當圖盧茲的省長抱怨黨衛軍在「反恐」程序中對平民犯下的罪行時，布拉斯科維茨捍衛了德國軍隊自衛的權利，儘管他承認有時無辜的人會受到傷害：「..他建議法國當局被告知「必須讓無辜的人有時成為子彈的受害者[...]。針對這樣的鬥爭（即抵抗運動的遊擊隊），國防軍必須並且將會利用其掌握的一切權力手段來保衛自己。」
在720炸彈陰謀之後，他發出了一封信，宣布效忠希特勒。克拉克推測他可能擔心自己受到懷疑。沒有證據表明布拉斯科維茨曾抗議將猶太人驅逐出法國。雖然倫德施泰特編制的軍隊評估表將他描述為國家社會主義者，但克里斯托弗·克拉克認為布拉斯科維茨很可能從未對納粹主義有任何意識形態依戀。根據克拉克的說法，專業精神使布拉斯科維茨能夠遵循自己的原則，甚至反對政治時代精神，但同樣的專業精神使他不適合政治抵抗。1943年10月訪問後，德國抵抗運動成員烏爾里希·馮·哈塞爾感嘆，與從軍事角度看待一切的布拉斯科維茨討論並沒有什麼成果。從這種「非常有限的立場」來看，無論人們對政權的道德品質有何看法，都會被對上級和軍隊的責任所掩蓋，以及那些命運「現在懸而未決」的人們。

### 西线作战

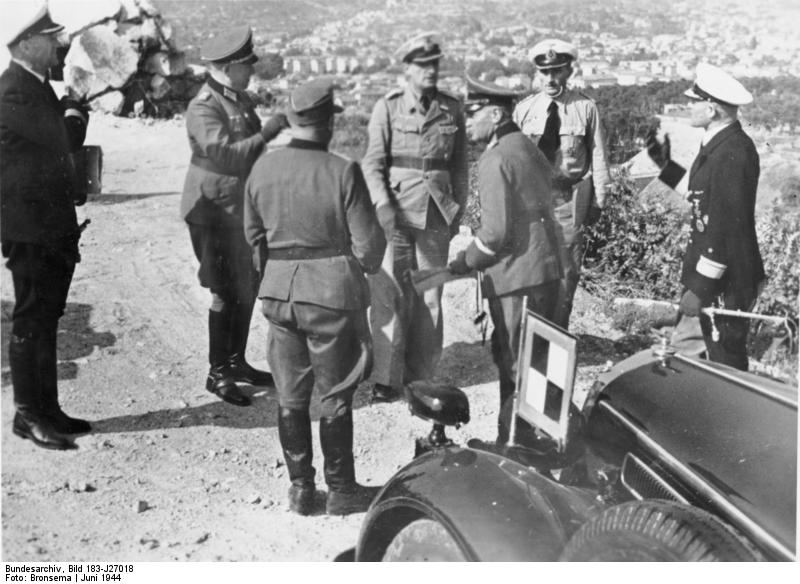
1944年6月，布拉斯科維茨擔任G集团军司令，視察德國在法國的防禦情況

1944年8月15日，盟軍在土倫和坎城之間的里維埃拉登陸，透過龍騎兵行動開始入侵法國南部。布拉斯科維茨雖然在數量上嚴重落後且缺乏防空能力，但仍調集了部隊，穩定了戰線，並率領部隊向北方撤退以避免被包圍。美國陸軍部隊穿過孚日山脈追擊布拉斯科維茨的部隊，然後停下來重新集結和加油。在那裡，布拉斯科維茨的部隊得到了哈索·馮·曼托菲爾領導的第5裝甲集团军的增援。布拉斯科維茲想要鞏固自己的兵力，但希特勒命令他立刻反擊美國第3軍團。曼托菲爾和布拉斯科維茨都意識到這種行動是徒勞的，但還是服從了命令，他們的進攻使美軍陷入混亂，並於1944年9月18日至20日將美軍趕回呂內維爾附近，此時抵抗加劇，進攻暫停。結果希特勒立即解除了布拉斯科維茨的職務，以赫爾曼·巴爾克取代他。
他發表聲明：抗議親衛隊在波蘭殘害猶太人的暴行，隨即在1944年9月末德軍G集团军司令職位被撤職；但是又在同年12月24日復職。1945年1月28日他被改派為德軍H集团军司令，此集团军群於1945年4月改編組為德軍駐荷蘭集团军。

### 被捕和受审
布拉斯科維茨在紐倫堡審判之后的最高指揮部審判（第12號案件）中因戰爭罪受到審判。他被指控在德國投降後下令處決兩名逃兵。然而数天后的1948年2月5日，他自殺身亡：他擺脫看守後，他從陽台跳入法院大樓的內院。
主要被告威廉·馮·里布的辯護律師漢斯·拉特恩瑟表示，檢方告訴他，「布拉斯科維茨不需要這樣做，因為他肯定會被無罪釋放」。這導致拉特瑟對起訴書提出質疑。根據克拉克的說法，布拉斯科維茨本來可以被無罪釋放。歷史學家諾伯特·弗雷在其書中指出，紐倫堡的法官明確將布拉斯科維茨視為國防軍軍官行為的正面例子。從那時起，起訴書和自殺都被學者們認為是一個謎，因為他很可能在所有罪名上都被無罪釋放，並且他的辯護人告訴他預計會被無罪釋放。

## 陸軍生涯

### 歷任官階
- 預官：1901年3月02
- 少尉：1902年1月27
- 中尉：1910年1月27
- 上尉：1914年2月17
- 少校：1922年2月01
- 中校：1926年4月06
- 上校：1929年10月01
- 少將：1932年10月01
- 中將：1933年12月01
- 上將：1936年8月01
- 大將：1939年10月01

### 軍人獎勳章
- 鐵十字勳章二級（1914）一級（1915）
- 銀質交棒扣鐵十字勳章二級（1939）一級（1939）
- 騎士鐵十字勳章（1939）
- 橡葉騎士鐵十字勳章（1944）
- 橡葉騎士帶寶劍鐵十字勳章（1945）
- 蘇台德勳章（1938）
- 「重傷勳章」-1918款式
- 光榮十字勳章（1934）
- 巴伐利亞之戰功十字勳章佩劍第4級（1916）
- 「德國十字勳章」銀質（1943）
- 普魯士騎士十字勳章佩寶劍（1917）
- 巴登騎士十字勳章二級（1915）
- 戰功勳章二級和一級
- 「義大利皇冠勳章」大十字（1941）
- 「新德軍」讚賞獎章（1939年9月27日）

### 文献
- Blaskowitz, Johannes - German reaction to the invasion of southern France - (ASIN B0007K469O) - Historical Division, Headquarters, United States Army, Europe, Foreign Military Studies Branch, 1945
- Blaskowitz, Johannes - Answers to questions directed to General Blaskowitz - (ASIN B0007K46JY) - Historical Division, Headquarters, United States Army, Europe, Foreign Military Studies Branch, 1945
- Baratieri, Daniela; Edele, Mark; Finaldi, Giuseppe. . Routledge. 8 October 2013: 54–56  [19 May 2019]. ISBN 978-1-135-04397-1.
- Clark, Christopher; Smelser, Ronald M.; Syring, Enrico. . Berlin: Ullstein. 1995: 28–49. ISBN 978-3-550-07080-8. OCLC 34751583.
- Fellgiebel, Walther-Peer.  [The Bearers of the Knight's Cross of the Iron Cross 1939–1945 — The Owners of the Highest Award of the Second World War of all Wehrmacht Branches]. Friedberg, Germany: Podzun-Pallas. 2000 [1986]. ISBN 978-3-7909-0284-6 （德语）.
- Fest, Joachim. . London: Phoenix House. 1997. ISBN 978-1-85799-917-4.
- Fredriksen, John C. . ABC-Clio. 2001. ISBN 978-1-57607-603-3.
- Frei, Norbert; Scholten, Jens. . Campus. 2002. ISBN 978-3-593-36790-3. OCLC 1015508869 （德语）.
- Giziowski, Richard John. . Leo Cooper. 1997. ISBN 978-0-7818-0503-2.
- Goddard, Lance. . Dundurn. May 1, 2005. ISBN 978-1-4597-1253-9.
- Heinemann, Winfried. . Echternkamp, Jörg  (编). . Das Deutsche Reich und der Zweite Weltkrieg (Militärgeschichtliches Forschungsamt) 9–1. München: Deutsche Verlags-Anstalt. 2004: 780. ISBN 978-3-89678-727-9 （德语）.
- Heller, Kevin Jon. . Oxford University Press. 2008. ISBN 978-0-19-923233-8.
- Hilberg, Raul.  3rd. New Haven, CT: Yale University Press. 2003. ISBN 978-0-300-09557-9.
- Kane, Robert B. . McFarland. 2002. ISBN 0-7864-1104-X.
- Hebert, Valerie. . Lawrence, Kansas: University Press of Kansas. 2010. ISBN 978-0-7006-1698-5.
- Kemp, Anthony (1990 reprint). German Commanders of World War II  (#124 Men-At-Arms series). Osprey Pub., London. ISBN 0-85045-433-6.
- Kitchen, Martin. . Pearson Education. 2008. ISBN 978-1-4058-0169-0.
- Information on his death - The New York Times, February 6, 1948, p. 13
- Information on his death - The Times, February 8, 1948, p. 3
- Mettraux, Guénaël. . Oxford University Press. 2008. ISBN 978-0-19-923233-8.
- Patzwall, Klaus D.; Scherzer, Veit.  [The German Cross 1941 – 1945 History and Recipients Volume 2]. Norderstedt, Germany: Verlag Klaus D. Patzwall. 2001. ISBN 978-3-931533-45-8 （德语）.
- Rabinbach, Anson; Gilman, Sander L. . University of California Press. Jul 10, 2013. ISBN 978-0-520-95514-1.
- Scherzer, Veit.  [The Knight's Cross Bearers 1939–1945 The Holders of the Knight's Cross of the Iron Cross 1939 by Army, Air Force, Navy, Waffen-SS, Volkssturm and Allied Forces with Germany According to the Documents of the Federal Archives]. Jena, Germany: Scherzers Militaer-Verlag. 2007. ISBN 978-3-938845-17-2 （德语）.
- Thomas, Franz.  [The Oak Leaves Bearers 1939–1945 Volume 1: A–K]. Osnabrück, Germany: Biblio-Verlag. 1997. ISBN 978-3-7648-2299-6 （德语）.
- Ueberschär, Gerd R. . Friedrich-Christian, Stahl  (编). . Primus Verlag. 2011: 20–27. ISBN 978-3-89678-727-9 （德语）.
- Lieb, Peter. . . Universität München. 2007. ISBN 978-3-486-57992-5 （德语）.
- Hansen, Willi; Neugebauer, Karl-Volker; Busch, Michael. . R. Oldenbourg Verlag. 2007 （德语）.
- Zabecki, David T. (编). . Santa Barbara, California: ABC-Clio. 2014. ISBN 978-1-59884-981-3.

| 政府职务                       | 政府职务                                                   | 政府职务                           |
| ------------------------------ | ---------------------------------------------------------- | ---------------------------------- |
| 前任： 無                      | 駐波希米亞和摩拉維亞保護長官 1939年3月15日 – 1939年3月21日 | 繼任： 康斯坦丁·馮·紐賴特          |
| 军职                           |                                                            |                                    |
| 前任： 無                      | 第8軍團司令 1939年9月1日 - 1939年10月20日                  | 繼任： 奧托·沃勒裝甲兵上將         |
| 前任： 無                      | 第9軍團司令 1940年5月15日 - 1940年5月29日                  | 繼任： 阿道夫·施特勞斯裝甲兵上將   |
| 前任： 埃爾温·馮·維茨莱本大將  | 第1軍團司令 1940年10月24日 - 1944年5月2日                  | 繼任： 约阿希姆·利默尔森裝甲兵上將 |
| 前任： 無                      | G集團軍司令 1944年5月8日 - 1944年9月20日                   | 繼任： 赫爾曼·巴爾克裝甲兵上將     |
| 前任： 赫爾曼·巴爾克裝甲兵上將 | G集團軍司令 1944年12月24日 - 1945年1月29日                 | 繼任： 保羅·豪塞爾大將             |
| 前任： 克特·司徒登空軍上將     | H集團軍司令 1945年1月30日 - 1945年4月15日                  | 繼任： 恩斯特·布施元帥             |